# Breaza, Suceava
Breaza (germană Breaza/Briaza/Brjaza/Braaß) este satul de reședință al comunei cu același nume din județul Suceava, Bucovina, România.
 Acest articol despre o localitate din județul Suceava este deocamdată un ciot. Puteți ajuta Wikipedia prin completarea lui.